# Eois vitellaria
Eois vitellaria là một loài bướm đêm trong họ Geometridae.